# Vera Cruz (Río Grande del Sur)
Vera Cruz es un municipio brasileño del estado de Rio Grande do Sul.
Se encuentra ubicado a una latitud de 29º42'53" Sur y una longitud de 52º30'20" Oeste, estando a una altitud de 68 metros sobre el nivel del mar. Su población estimada para el año 2004 era de 23.038 habitantes.
Ocupa una superficie de 304,56 km².
- Datos: Q1802230
- Multimedia: Vera Cruz (Rio Grande do Sul) / Q1802230

1. ↑  Worldpostalcodes.org,código postal n.º 96880-000.